# Pterostichus corvinus
Pterostichus corvinus är en skalbaggsart som beskrevs av Pierre François Marie Auguste Dejean. Pterostichus corvinus ingår i släktet Pterostichus och familjen jordlöpare. Inga underarter finns listade i Catalogue of Life.